# داریوش کاردان
داریوش کاردان (زادهٔ ۲۷ بهمن ۱۳۳۵ در ابهر) مجری، صداپیشه، دوبلور، کارگردان تلویزیونی، هنرپیشه و طنزپرداز اهل ایران است. شهرت وی بیشتر به خاطر داشتن صراحت لهجه و لحن انتقادی در اجرای برنامه‌های رادیو و تلویزیونی است.

## زندگی
داریوش کاردان در سال ۱۳۳۵ در ابهر متولد شد. او دیپلم ریاضی و کارشناسی کامپیوتر دارد. او کار در رادیو و تلویزیون را پس از انقلاب ۱۳۵۷ ایران با گویندگی آغاز کرد و تا سال ۱۳۵۹ به صورت پراکنده و از طریق نوشتن با رادیو و تلویزیون همکاری داشت.
داریوش کاردان از سال ۱۳۵۹ تا ۱۳۶۱ افسر وظیفه بود و به جبههٔ جنگ ایران و عراق رفت. در آنجا فرمانده دستهٔ تانک بود و در عملیات فتح‌المبین، شکست محاصرهٔ آبادان و آزادی خرمشهر شرکت کرد. پس از بازگشت، بیشتر با تلویزیون و در شبکهٔ دو همکاری داشت.

## فعالیت‌ها
داریوش کاردان سال ۱۳۶۸ به مدت ۵ سال برنامهٔ عصرانه را به صورت زنده در رادیو اجرا کرد که شخصیت رادیویی «استاد خرناس» هم در این برنامه زاده شد. شاعری که بهلول‌وار منتقد دوران خودش بود. در سال ۱۳۷۲ نویسندگی و سردبیری نشریهٔ زائر ویژهٔ حجاج را بر عهده داشت. برنامهٔ جنگ ۳۹ و برنامهٔ طنز رادیویی آینه که از سال ۱۳۷۴ صبح‌های پنجشنبه از رادیو تهران پخش می‌شد از دیگر کارهای او هستند. داریوش کاردان در رادیو پیام هم یک شیفت برنامه داشت. «بخش صورتی» رادیو پیام که مشکلات رانندگی را بیان می‌کرد از ابتکارات او در برنامهٔ رادیو پیام بود.
وی همچنین سابقهٔ نویسندگی در روزنامهٔ جام جم از آغاز انتشار آن و نویسندگی در صفحات «نیشخند» مجلهٔ همشهری را در کارنامه دارد. کاردان در حوزهٔ دوبله نیز فعال است. در این زمینه می‌توان به دوبلهٔ برنامه دیدنی‌ها، سریال‌های «جنگجویان کوهستان»، «نبردی دیگر»، «دوقلوهای افسانه‌ای»، «سفرهای میتی‌کومان»، «این خانه دور است»، «تنهاترین سردار»، «سیلاس»، «گل پامچال»، «لبهٔ تاریکی»، «داستان زندگی»، «آتیه» و فیلم‌های «داوطلب مرگ»، «تیغ آفتاب» و «جنگ سرد» اشاره کرد.
داریوش کاردان در سال ۱۳۷۷، اجرا و نویسندگی و بازیگری در برنامهٔ طنز «عصرانه» را از سر گرفت که عصر پنجشنبه‌ها از رادیو تهران و بعدها رادیو ایران پخش می‌شد. اجرای برنامهٔ جنجالی و جذاب صندلی داغ شبکهٔ دو را در سال ۱۳۸۴ انجام داد. کمی بعد، مجموعهٔ طنز شبکهٔ سه و نیم را در شبکهٔ سه به راه انداخت و نویسندگی و کارگردانی و بازیگری در آن را به عهده داشت. برنامه‌ای که داستان شبکه‌ای خصوصی به ریاست استاد خرناس را نمایش می‌داد که به برنامه‌های صدا و سیما و اوضاع سیاست نگاهی منتقدانه داشت. داریوش کاردان در همین سال‌ها، مجری برنامهٔ نقد اول (که سریال‌های پخش شده از شبکهٔ یک را بررسی می‌کرد) بود. همچنین پس از مدت‌ها دوری از دوبله، چند فیلم را در مجموعهٔ سینما و ماوراء دوبله کرد.
کاردان مجری مراسم افتتاحیهٔ بیست و هفتمین دورهٔ جشنوارهٔ بین‌المللی فیلم فجر بود و در سال ۱۳۸۶ نویسندهٔ ستون «خرّ و پُف» روزنامهٔ تهران امروز و ستون «عصرانه» روزنامهٔ همشهری چاپ سوم (شنبه و سه‌شنبه) بود. داریوش کاردان در سال ۱۳۸۸ پس از مدت‌ها دوری از رادیو، بار دیگر برنامهٔ عصرانه را آغاز کرد. نویسندگی و سردبیری و بازیگری و اجرای برنامهٔ «عصرانه» عصرهای پنجشنبه در رادیو ایران را از سر گرفت.
داریوش کاردان بازیگری حرفه‌ای را از یکی از مجموعه تئاترهای طنز چخوف (شبکهٔ چهار) آغاز کرد. در سال ۱۳۸۸ در سریال تلویزیونی نردبام آسمان به کارگردانی محمدحسین لطیفی در نقش مسعود طبیب (پدر غیاث‌الدین جمشید کاشانی) ظاهر شد و پس از آن، در نقش حاج ابراهیم کلانتر در سریال تبریز در مه، میرزا آقاخان نوری در سریال سال‌های مشروطه و امیرعباس هویدا در سریال معمای شاه به کارگردانی محمدرضا ورزی نیز بازی کرد.

## آثار

### دوبلاژ
- سریال «نبردی دیگر» به جای محمد امینی‌نسب در نقش «حاج رسول رستگاری»
- پویانمایی سفرهای میتی‌کومان به جای «کلانترها» (در برخی قسمت‌ها)
- پویانمایی دوقلوهای افسانه‌ای به جای وزیر بدجنس «امپراتوری چین»
- سریال جنگجویان کوهستان به جای «لوتا» (در بیشتر قسمت‌ها)
- سریال ایرانی تنهاترین سردار به جای سیروس ابراهیم‌زاده
- سریال ژاپنی داستان زندگی به جای «طلبکار» (در یکی از قسمت‌ها طلبکاری که به آقای گنزو در شهر توکیو پول قرض داده بود)
- فیلم سینمایی ایرانی تیغ آفتاب به جای احمد هاشمی در نقش گرگعلی
- مینی سریال انگلیسی لبهٔ تاریکی به جای گویندهٔ اخبار رادیو
- سریال ایرانی گل پامچال به جای چند نقش کوتاه (مردی گویی) از اهالی روستا (در گیلان)
- فیلم سینمایی «داوطلب مرگ» به جای نخست‌وزیر
- سریال آلمانی «سیلاس» به جای آقای ساندرای ثروتمند
- سریال ایرانی «آتیه» به جای «بهزاد رحیم‌خانی»
- پویانمایی پسر شجاع (در چند قسمت)
- دوبله‌های مختلف کمیک در آیتم‌های برنامهٔ دیدنی‌ها
- فیلم جان ویک ۴ به جای (ایان مک شین) دوبله گپ فیلم

### برنامهٔ رادیویی
- عصرانه
- برنامهٔ طنز آدینه سال ۱۳۸۱ در رادیو ایران (اجرا و نویسندگی و بازیگری)
- برنامهٔ گفت‌وگو در رادیو گفت‌وگو (مجری)

### برنامهٔ تلویزیونی
- نوروز ۷۲ (کارگردان و نویسنده)
- جُنگ ۳۹ (۱۳۷۳)
- نوروز ۷۵ (کارگردان، مجری، نویسنده و بازیگر)
- نوروز ۷۶ (کارگردان، مجری، نویسنده و بازیگر)
- صندلی داغ (مجری)
- شبکهٔ سه و نیم (کارگردان، نویسنده و بازیگر)
- برنامهٔ اقتصادی هامار (مجری)
- مسابقهٔ جهان ۸۷ (مجری)
- ماه من سلام برنامهٔ ویژهٔ ماه رمضان (مجری)
- برنامهٔ ۱۰ در ۲۰ (ویژهٔ انتخابات سال ۱۳۸۸) (مجری)
- مسابقهٔ ثانیه‌ها[۴]
- نقد اول

### سریال تلویزیونی
- دفتر یادداشت (به کارگردانی کیارش اسدی‌زاده) ۱۴۰۲
- آتش و باد (به کارگردانی مجتبی راعی) ۱۴۰۱
- وارش (به کارگردانی احمد کاوری) ۱۳۹۸
- ایراندخت (به کارگردانی محمدرضا ورزی) ۱۳۹۷
- معمای شاه (به کارگردانی محمدرضا ورزی) ۱۳۹۵–۱۳۹۴
- بی‌قرار (به کارگردانی فلورا سام) ۱۳۹۳–۱۳۹۲
- سقوط یک فرشته (به کارگردانی بهرام بهرامیان و حمید بهرامیان) ۱۳۹۰
- کلاه پهلوی (به کارگردانی سید ضیاءالدین دری در نقش جوانشیر) ۱۳۸۹–۱۳۸۳
- تبریز در مه (به کارگردانی محمدرضا ورزی) ۱۳۸۹
- نردبام آسمان (به کارگردانی محمدحسین لطیفی) در نقش مسعود طبیب (پدر غیاث‌الدین جمشید کاشانی) ۱۳۸۸
- سال‌های مشروطه (به کارگردانی محمدرضا ورزی) ۱۳۸۸[۵]